# What Goes On (пісня The Beatles)
«What Goes On» (укр. «Що відбувається») — пісня гурту «Бітлз», що вперше вийшла у британській версії альбому «Rubber Soul». Пізніше пісня увійшла в американський альбом групи «Yesterday and Today», а також була випущена на другій стороні синглу «Nowhere Man» в лютому 1966 року. В усій творчості «Бітлз» це єдина пісня, чиє авторство приписано одночасно Леннону, Маккартні і Рінго Старру. Зокрема це єдина пісня з альбому «Rubber Soul», у якій Рінго Старр виконує головний вокал.

## Композиція
Джон Леннон написав пісню на початку 1959 року, найімовірніше, на 251 Menlove Avenue, в домі свого дитинства [1]. Рання версія пісні була сильно натхненна Бадді Голлі, і суттєво відрізнялась від версії пісні, що увійшла до альбому «Rubber Soul», лише приспів залишився незмінним [2].
Гурт ледь не записав пісню в березні 1963 року [3], але зрештою не зробили цього до листопада 1965 для Rubber Soul.[4] За словами Леннона, «it was resurrected with a middle eight thrown in, probably with Paul [McCartney]'s help». [5]

## Запис

### «Від мене до тебе», 1963
5 березня 1963 року під час сеансу «From Me To You» і «Thank You Girl»  «Бітлз» хотіли записати «What Goes On» і «One After 909» (тоді називалася «The One After 909»). Оскільки часу залишалося лише на запис ще однієї пісні, вони вибрали "The One After 909". Леннон і Пол Маккартні записали демо цієї версії в 1963 році, але пісня не використовувалася до 1965 року як вокальна частина Рінго Старра для Rubber Soul . 

### Rubber Soul, 1965
Ніл Аспінолл пригадує, що Маккартні зробив багатодоріжкове домашнє демо пісні в 1965 році: «Коли Пол хотів показати Рінго, як звучить «What Goes On», він створив багатодоріжкову касету. На ній Пол співав, грав на гітарі, на бас-гітарі, грав на барабанах. Потім Рінго прослухав готову стрічку та додав власні ідеї перед сеансом запису». [12]
Версія Rubber Soul була записана одним дублем із накладанням під час вечірньої сесії 4 листопада 1965 року. Продюсером виступив Джордж Мартін за підтримки звукорежисерів Нормана Сміта, Кена Скотта та Грема Платта.[4] Еверетт пише, що гітарна партія Леннона виконана в стилі Стіва Кроппера та його «Memphis 'chick' rhythm part».[13] Він додає, що Джордж Гаррісон включає «перетини струн рокабілі, double-stops та портаменто сусідів».[13] Старр, імовірно, записав провідний вокал на основній доріжці, стер його останнім вокальним накладанням. Оригінальний провідний вокал можна почути через барабанний мікрофон під час соло Старра та під час коди. Крім того, під час куплету перед головною перервою після того, як Старр співає «tell me why», Леннон каже: «We already told you why!», посилаючись на «Tell Me Why» Бітлз з альбому  A Hard Day 's Night. [13]
9 листопада 1965 року Мартін за допомогою Сміта та Джеррі Бойз звів пісню для моно та стерео [14]. Гітара Гаррісона Gretsch Tennessean приглушена протягом останніх двох тактів мономіксу. Еверетт припускає, що це, ймовірно, сталося тому, що звукорежисер мав намір приглушити вокальний трек, але забув, що на цьому треку також була гітара Гаррісона. 

## Випуск та прийом
The Beatles випустили «What Goes On» як у моно, так і в стерео у Великій Британії 3 грудня 1965 року в релізі Rubber Soul.[15]  21 лютого 1966 року Capitol Records випустив пісню як бі-сайд єдиного синглу в США «Nowhere Man» [16][17].  Незважаючи на те, що вона була B-стороною, пісня увійшла до Billboard Hot 100 на два тижні, досягнувши 81 позиції.[18] Capitol вилучив трек із північноамериканського релізу Rubber Soul і натомість включив його в північноамериканський альбом Yesterday and Today, випущений 20 червня 1966 року.[19]
Критики загалом несхвально поставилися до пісні, порівнюючи її з іншими на Rubber Soul. Автор книг про The Beatles, Кеннет Вомак, стверджує, що ця пісня є «найслабшим і найбільш невідповідним треком альбому»[20]. Професор англійської мови та письменник Джеймс М. Декер пише, що пісня зображує «ретроградне досягнення в ліричному плані», а потім додає: «Лірично шаблонна та музично зрозуміла (хоча, можливо, відчуття «кантрі» пропонується як аркова пародія на текст), «What Goes On» закріплює Beatles у тій самій традиції, що вони вибухають під час багатьох інших моментів на Rubber Soul»[21]. Макдональд пише, що пісня «має таку ж неохайну атмосферу country-and-western, що й «Act Naturally».[7]  Для AllMusic Річі Унтербергер пише, що ця пісня є «enjoyable if lightweight» піснею з присмаком кантрі та вестерну. Каталог «Бітлз». Він високо оцінює гітарну роботу Гаррісона, яка «знову відзначає його як найкращого учня Карла Перкінса»[22]. Еверетт описує бас Маккартні як «душевний»[9]. Він далі пише, що після «What Goes On» стиль рокабілі у Бітлз пішов у «сплячку»[23].

## Кавер-версії
Суф'ян Стівенс записав кавер на пісню в 2005 році для збірного альбому This Bird Has Flown – A 40th Anniversary Tribute to the Beatles' Rubber Soul. У рецензії на Pitchfork Роб Мітчум пише, що Стівенс бере «abysmal country tune» Старра і перетворює її на «справді гарну пісню Суф'яна Стівенса, аранжовану для повного гурту Illinoisemaker з хоровими інтерлюдіями, diving strings та напрочуд жорстким джемом»[24]. Баррі Уолтерс з журналу Rolling Stone пише: «Змінюючи акорди, переписуючи мелодію, переглядаючи ритми та змінюючи послідовність великих фрагментів пісень, завжди амбітний Суф'ян Стівенс вивертає «What Goes On» навиворіт with an intricate stop-and-start arrangement that affirms Rubber Soul's elastic strength».[25]  Стівен Томас Ерлевайн з AllMusic був менш прихильним, описуючи трек Стівенса як «єдиний серйозний промах в альбомі, наповненому хорошими, загалом приємними каверами».[26]

## Персонал
За словами Яна Макдональда : [7]
- Рінго Старр  – вокал, ударні
- Джон Леннон  – гармонійний вокал, ритм-гітара
- Пол Маккартні  – гармонійний вокал, бас-гітара
- Джордж Гаррісон  — соло-гітара